# U 279 (Kriegsmarine)
De U 279 was een type VIIC U-boot van de Duitse Kriegsmarine tijdens de Tweede Wereldoorlog. Hij stond onder commando van kapitein-luitenant-ter-zee Otto Finke.

## Geschiedenis
De U 279 was van 3 februari 1943 tot 31 juli van datzelfde jaar, een opleidingsboot voor jonge rekruten en nieuwe officieren. Van 1 augustus 1943 tot 4 oktober 1943 was hij actief in de Noord-Atlantische wateren. 
20 september 1943 - Er werd een agent van de Duitse spionagedienst, Jens Fridrikson aan land gezet, op IJsland door deze U-boot. Jens Fridrikson was een Scandinavische spion die voor de Duitsers werkte op het, door de Britten bezette IJsland.

## Ondergang
De U 279 was een van de vele die omkwamen tijdens de maand oktober 1943 in de Atlantische Oceaan. Hij verging ten zuidwesten van IJsland, in positie 60° 40′ 0″ NB, 26° 30′ 0″ WL door toedoen van vliegtuigdieptebommen van een Amerikaanse Ventura-vliegtuig (Squadron VB-128/B). Alle opvarenden kwamen om.

## Gecorrgieerde data
De U 279 stond voordien geregistreerd als : gezonken op 4 oktober 1943 ten zuidwesten van IJsland in positie 60° 15′ 0″ NB, 28° 26′ 0″ WL door dieptebommen van een Britse B-24 Liberator (Squadron 120/X). Die aanval was eigenlijk verantwoordelijk van het verlies van de U 389. (Laatste herziening door FDS/NHB gedurende augustus 1994). 